# Jorge Campos
Jorge Francisco Campos Navarrete (becenevén El Brody, Chiqui-Campos és El Chapulín; Acapulco, 1966. október 15. –) egy mexikói válogatott labdarúgókapus, csatár és edző. Egyike a legtöbb válogatottsággal rendelkező labdarúgóknak.

## Mérkőzései a válogatottban
| Mexikó | Mexikó             | Mexikó                           | Mexikó | Mexikó   | Mexikó   | Mexikó     | Mexikó | Mexikó  |
| #      | Dátum              | Helyszín                         | Hazai  | Eredmény | Vendég   | Kiírás     | Gólok  | Esemény |
| ------ | ------------------ | -------------------------------- | ------ | -------- | -------- | ---------- | ------ | ------- |
| 130.   | 2003. november 19. | San Francisco, Pacific Bell Park | Mexikó | 0 – 0    | Izland   | barátságos | 0      | 65'     |
|        | Összesen           |                                  |        | 130      | mérkőzés |            | 0      | gól     |